# Madhuca longifolia
Madhuca longifolia L. és una espècie de la família Sapotaceae. És un arbre de creixement ràpid d'uns 20 metres d'alçada, de fulles perennes o semiperennes, originari de l'Índia, adaptat a ambients àrids, i que es troba principalment al centre, sud i nord de l'Índia, Nepal, Myanmar i Sri Lanka.
Es coneix comunament com madhūka, mahura, madkam, mahuwa, Butter Tree, mahura, mahwa, mohulo, Iluppai, Mee o Ippa-chettu. De creixement ràpid, és comú als boscos tropicals mixtes caducifolis de l'Índia als estats de Maharashtra, Odisha, Chhattisgarh, Jharkhand, Uttar Pradesh, Bihar, Andhra Pradesh, Madhya Pradesh, Kerala, Gujarat, Bengala Occidental i Tamil Nadu.
És considerat sagrat per diverses comunitats tribals. A Maharashtra, la gent d'Odisha occidental solia resar a aquest arbre durant les festes.
La seva essència s'ha descrit com a destructor de fantasmes i obstacles.

## Usos
A cada part de l'arbre és emprat per a diferents usos, com ara les llavors oleaginoses (produint entre 20 i 200 kg anuals per arbre, segons la maduresa), flors i fusta.

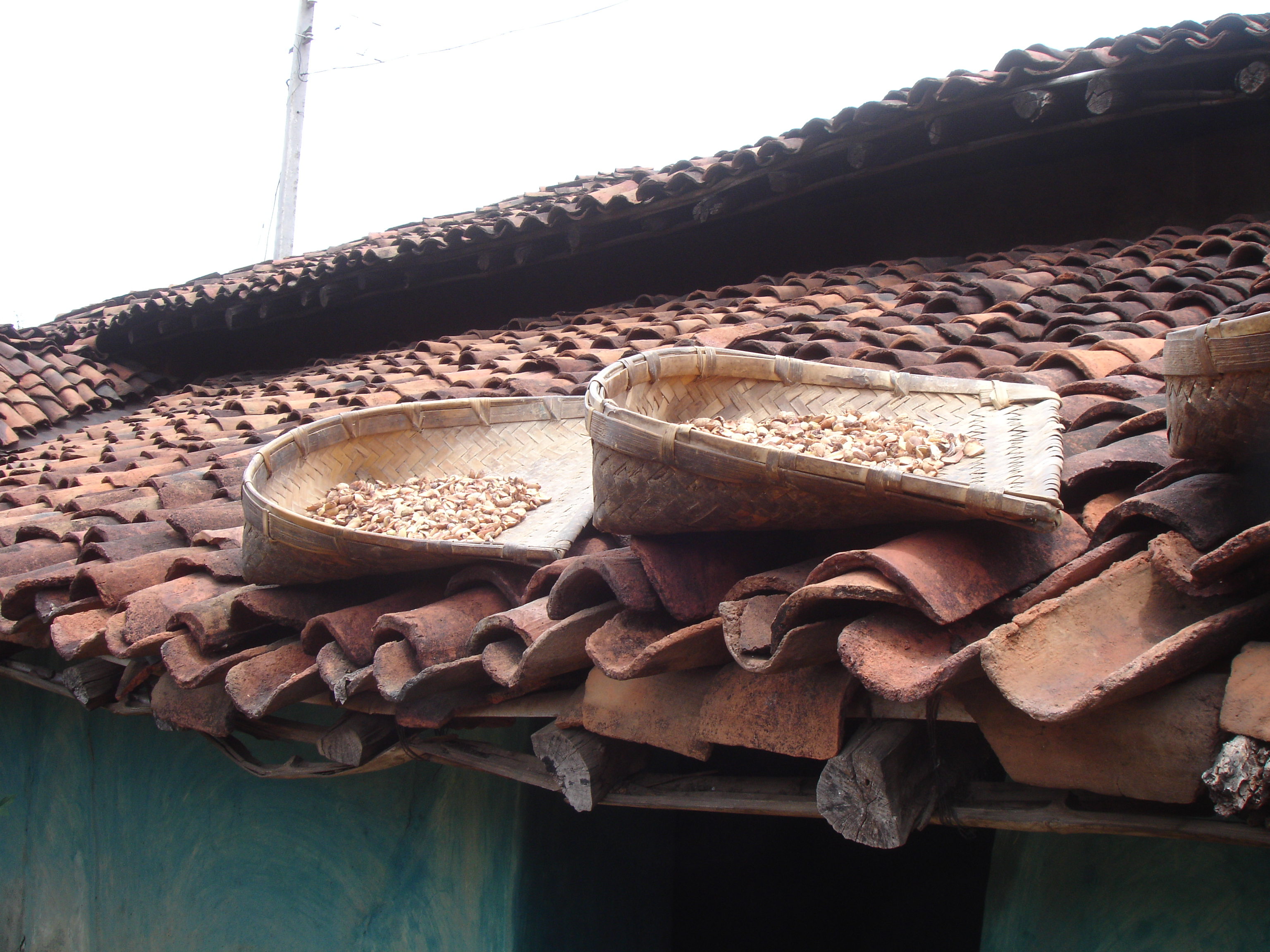
Assecat al sol de mahura (Madhuca) amb Supa tradicional preparat amb bambú al poble de Chhattisgarh, Índia

Les flors s'utilitzen per produir una beguda alcohòlica a l'Índia tropical, el vi mahura, i la pinyolada obtinguda després de l'extracció de l'oli s'empra com adob. També es tallen fulles, flors i fruits per alimentar cabres i ovelles. Diverses parts de l'arbre, inclosa l'escorça, s'utilitzen per les seves propietats medicinals.

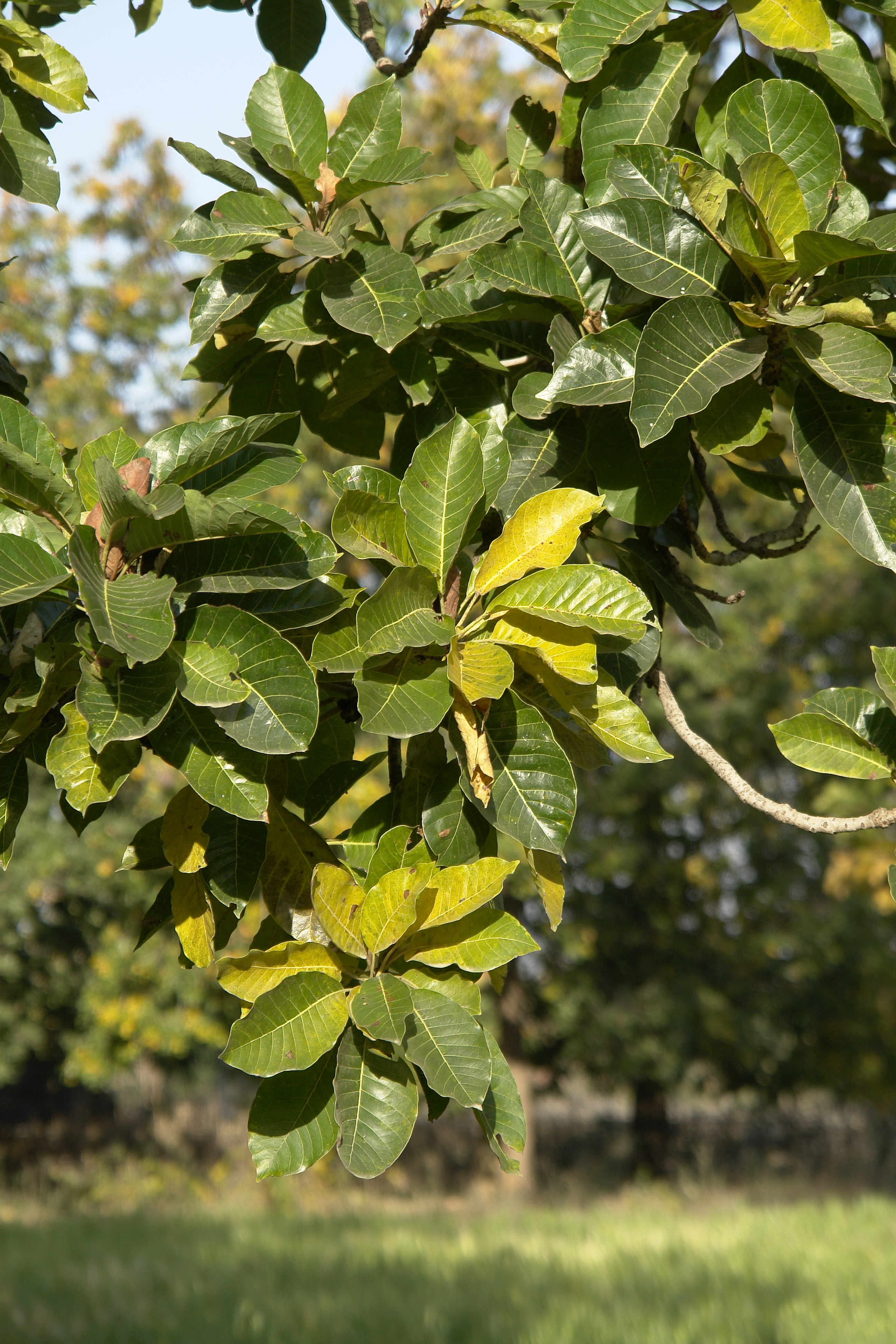
Fulles de mahwa (Madhuca longifolia), districte d'Umaria, Madhya Pradesh.

La fruita Mahura és un aliment essencial de Maharashtra, Odisha occidental i la gent del cinturó central de l'Índia. Hi ha moltes varietats de menjar preparat amb els seus fruits i flors.
L'arna Antheraea paphia, que produeix seda tassar, una forma de seda silvestre d'importància comercial a l'Índia, s'alimenta de les fulles de Madhuca indica (= M. longifolia ).
Els alcaloides de la pinyolada s'utilitzen per matar peixos als estanys d'aqüicultura d'algunes parts de l'Índia, de manera que es pot assecar, reomplir d'aigua, i reposar amb alevins de peix.

### Flors de Mahura

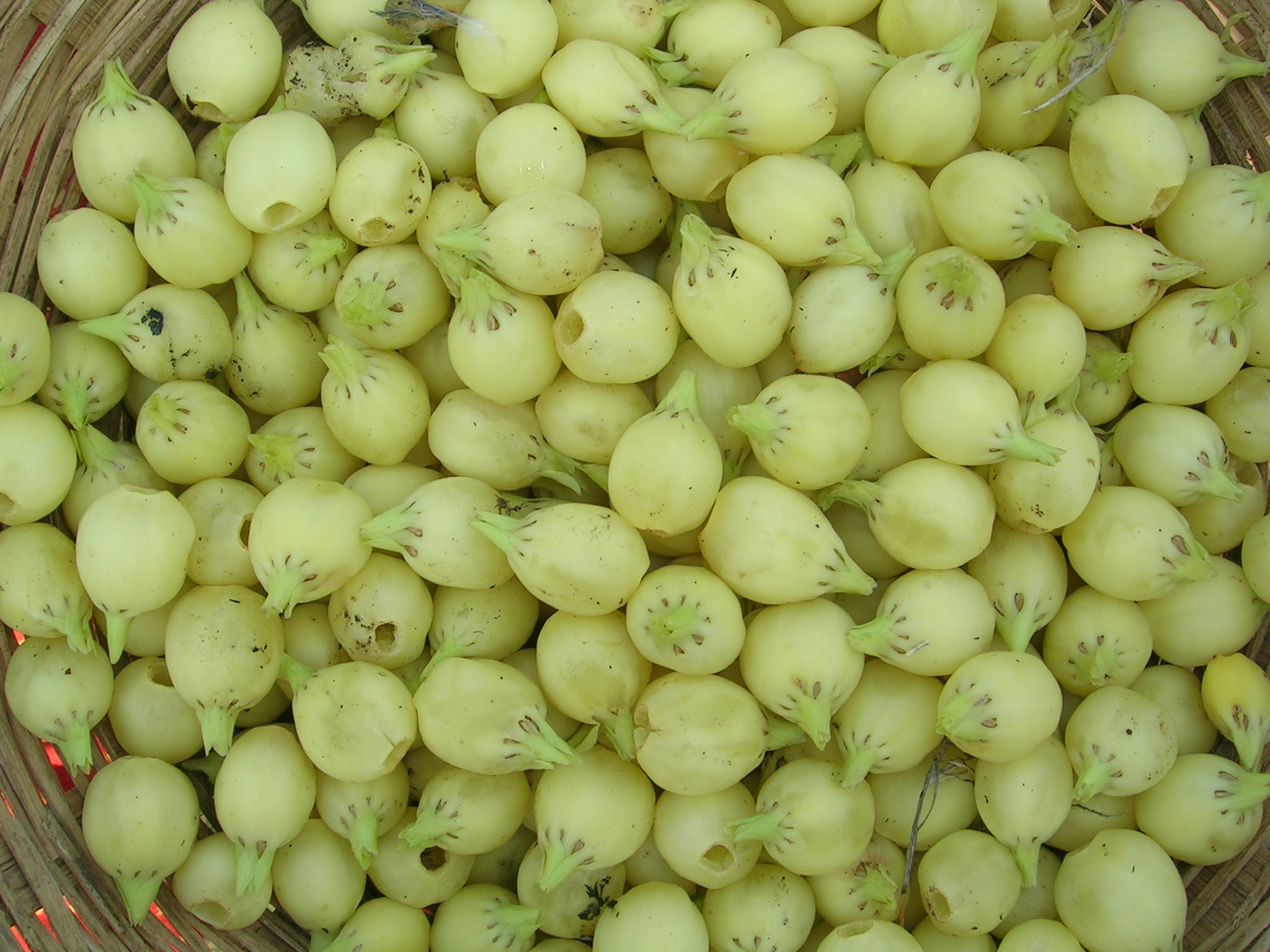
flors de mahura

La flor de mahura és comestible i, a més de licor, és emprada per fer xarop amb finalitats medicinals. Els tàmils tenen diversos usos per a M. longifolia (iluppai en tàmil), entre elles emprar-la com a sucre, atès que és molt dolça. Tanmateix, la tradició tàmil adverteix que l'ús excessiu d'aquesta flor donarà lloc a un desequilibri de pensament, i fins i tot pot conduir a la bogeria. 

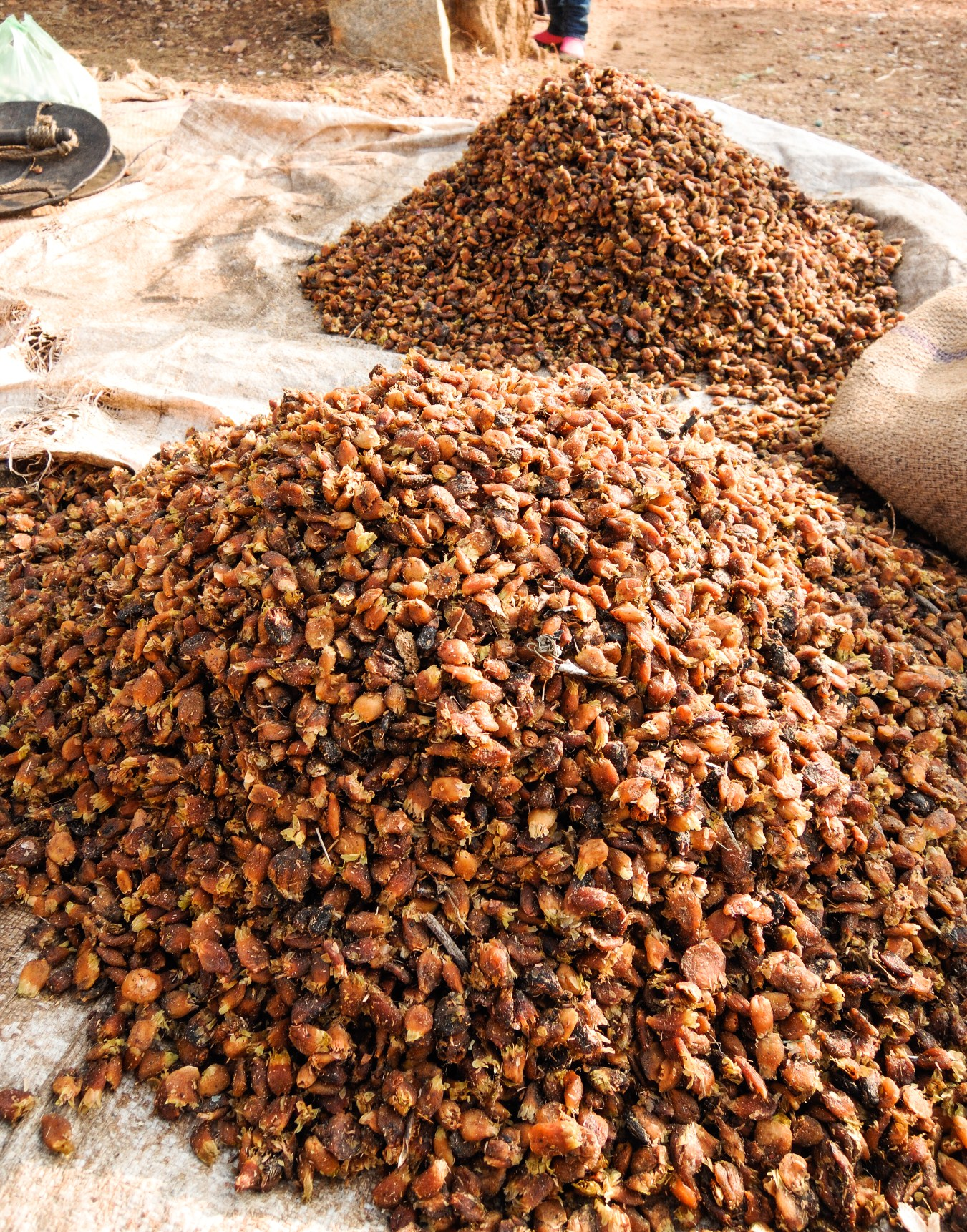
Els habitants de l'India empren flors de mahura per fer licor.

Les flors de Mahura també s'utilitzen per fabricar melmelada, feta per cooperatives tribals al districte de Gadchiroli de Maharashtra.
Madhya Pradesh considera l'arbre i el vi mahura com a part del seu patrimoni cultural, éssent una beguda essencial per als homes i dones durant les celebracions tribals.
En moltes parts de Bihar, com els pobles del districte de Siwan, les flors de l'arbre mahura s'assequen al sol; aquestes flors seques al sol es trituren per enfarinar i s'utilitzen per fer diversos tipus de pans.

#### Licor de Mahura
El licor s'anomena "Madhvi" en sànscrit, i avui dia "Tharra" a les zones rurals. Quan les flors de Mahura maduren i cauen de l'arbre, s'assequen i es barregen amb aigua en un recipient, S'hi afegeixen escorces de diferents tipus d'arbres, flors, fulles, etc. segons sigui necessari i es conserven durant 5-6 dies. Després d'això, es destil·la el licor Mahura.

### Greix de Mahura

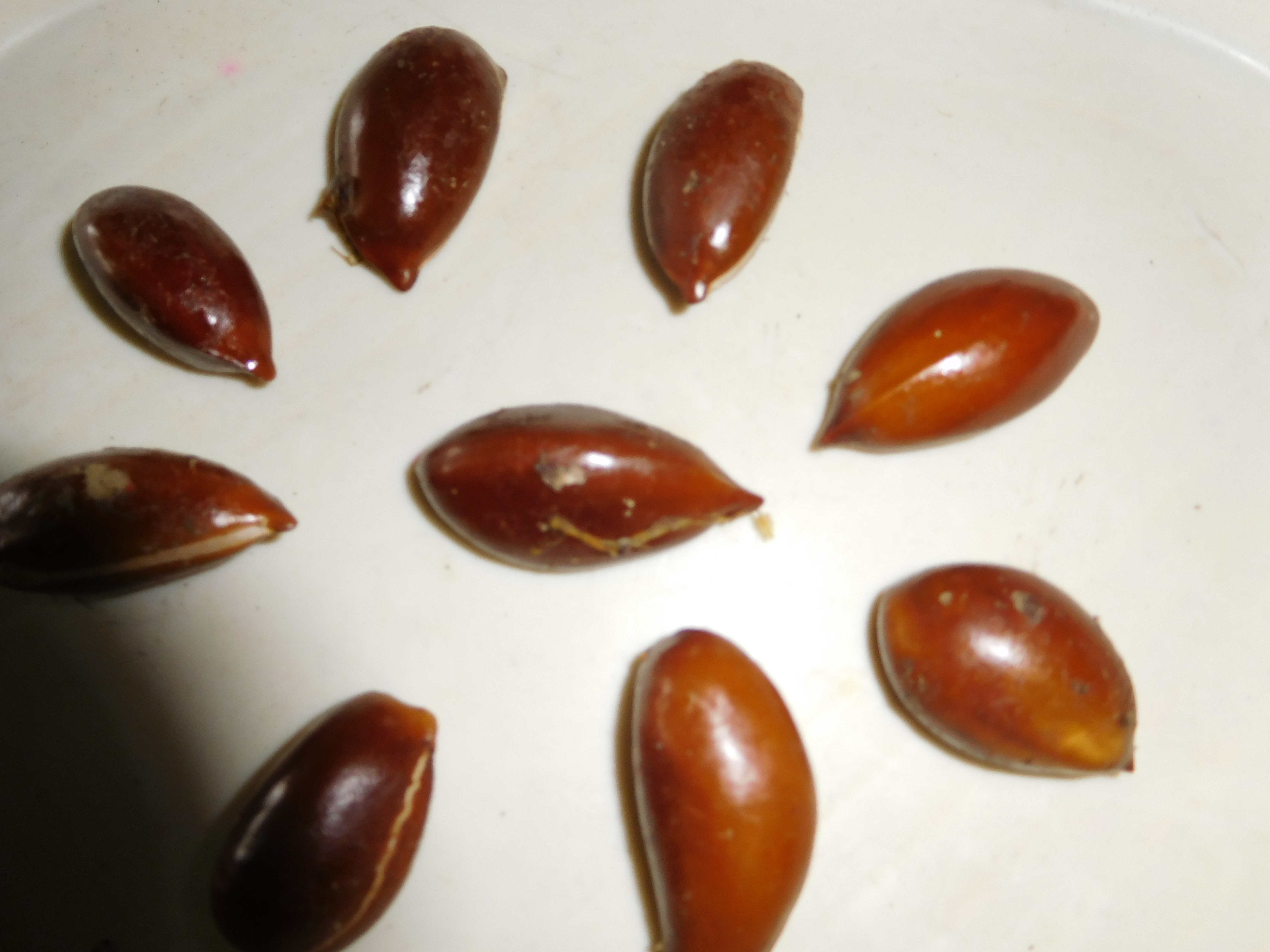
llavors de Mahura

El greix obtingut de les llavors (sòlid a temperatura ambient) s'empra per a la cura de la pell, per fabricar sabó o detergents, i com a mantega vegetal. També es pot utilitzar per a fabricar biodièsel.
L'oli de mahura té propietats emolients i s'utilitza en malalties de la pell, reumatisme i mal de cap. També és un laxant i es considera útil en el restrenyiment habitual, piles i hemorroides i com a un emètic també l'utilitzaven com a il·luminador i fixador del cabell".
L'oli de llavors de "Madhuca indica" també es pot utilitzar per sintetitzar polímers, com ara resines de poliuretà de tipus alquídic, que s'utilitzen com a bona font de recobriments orgànics anticorrosius.

#### Característiques
- Contingut mitjà d'oli: 32,92 a 57,53%[8]
- Índex de refracció: 1,452
- Composició d'àcids grassos (àcid,%): palmític (c16:0): 24,5, esteàric (c18:0): 22,7, oleic (c18:1): 37,0, linoleic (c18:2): 14.3
- Elements: Carboni (C), Calci (Ca), Nitrogen (N), Magnesi (Mg), Fòsfor (P), Sodi (Na)[9]

### Usos medicinals
En la flor de Mahura s'ha descrit com a dolça, fresca, destructiva de la sensació d'ardor, bilis i flatulència, i beneficiosa per al cor. Es considera que els seus fruits són refrescants, combaten el mal alè i el decaïment. L'escorça es considera un purificador de sang i un netejador d'úlceres. El seu oli ha estat descrit com a antiinflamatori.

## Arbre sagrat
Madhūka o arbre Mahura és l'arbre sagrat de diversos temples del sud de l'Índia, com ara el temple Irumbai Mahaleswarar, el temple Iluppaipattu Neelakandeswarar, Tirukkodimaada Senkundrur a Tiruchengode i Thiruvanathapuram . Es creu que el sant-filòsof tàmil Thiruvalluvar va néixer sota un arbre iluppai dins del temple d'Ekambareshwarar a Mylapore i, per tant, madhūka segueix sent l'arbre del santuari del santuari de Valluvar construït dins del complex del temple d'Ekambareshwarar.

## Altres noms
- Altres noms botànics: Bassia longifolia L., B. latifolia Roxb. , Madhuca indica JF Gmel. , M. latifolia (Roxb.) JFMacbr. , Illipe latifolia (Roxb.) F.Muell. , Illipe malabrorum (anglès) Nota: l'autèntic gènere Bassia es troba a les Chenopodiaceae . Els noms B. longifolia i B. latifolia són il·legítims.
- Varietats:
  - M. longifolia var. latifolia (Roxb.) A.Chev. (= B. latifolia (Roxb))
  - M. longifolia var. longifolia
- Noms vernacles:
  - Santali: matkom
  - Bengalí: mohua
  - Oriya: "Mahula" "ମହୂଲ"
  - Anglès: arbre de mel, arbre de mantega
  - Francès: illipe, arbre à beurre, bassie, madhuca
  - Índia: moha, mohua, madhuca, kuligam, madurgam, mavagam, nattiluppai, tittinam, mahwa, mahura, mowa, moa, mowrah, mahuda (gujarati-મહુડા)
  - Marathi: "Mahu" i "muvda" a Pawari local tribal lang (Nandurbar, Maharashtra) / "Moha"
  - Rajasthan: "dolma" en mevadi i marwari
  - Sri Lanka: මී mee en cingalès
  - Tamil: iluppai (இலுப்பை),
  - Telugu: vippa (విప్ప),
  - Myanmar: မယ်ဇယ်
  - Nepal : Chiuri (चिउरी)
- Els noms sinònims d'aquest arbre en alguns dels estats indis són mahura i mohwa en cinturó de parla hindi, mahwa, mahula, Mahula en oriya i maul a Bengala, mahwa i mohwro a Maharashtra, mahuda a Gujarat, ippa puvvu ( Telugu   ) a Andhra Pradesh, ippe o hippe a Karnataka ( Kannada ), illupei o இலுப்பை en tàmil, poonam i ilupa a Kerala ( malayalam ) i mahula, moha i modgi a Orissa ( Oriya ).[2]

## Diferents vistes i aspectes deM. longifoliavar.latifolia

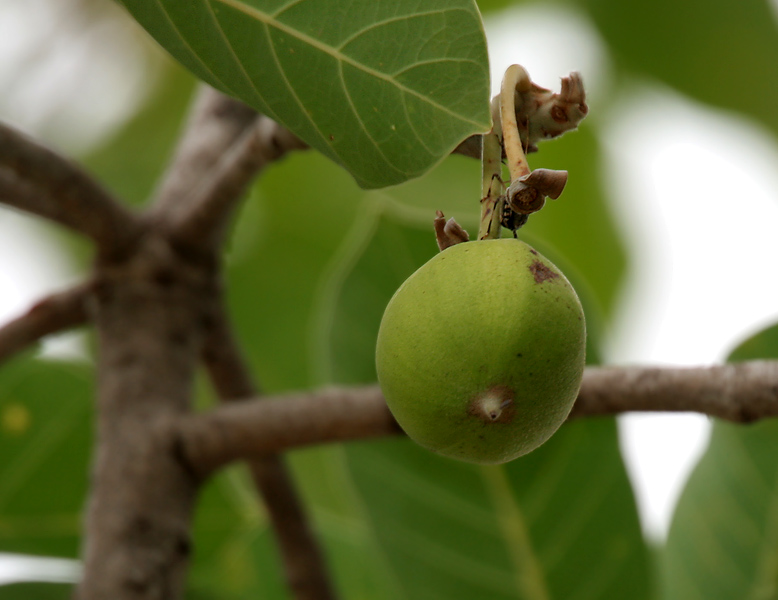
Fruita a Narsapur, districte de Medak, Índia
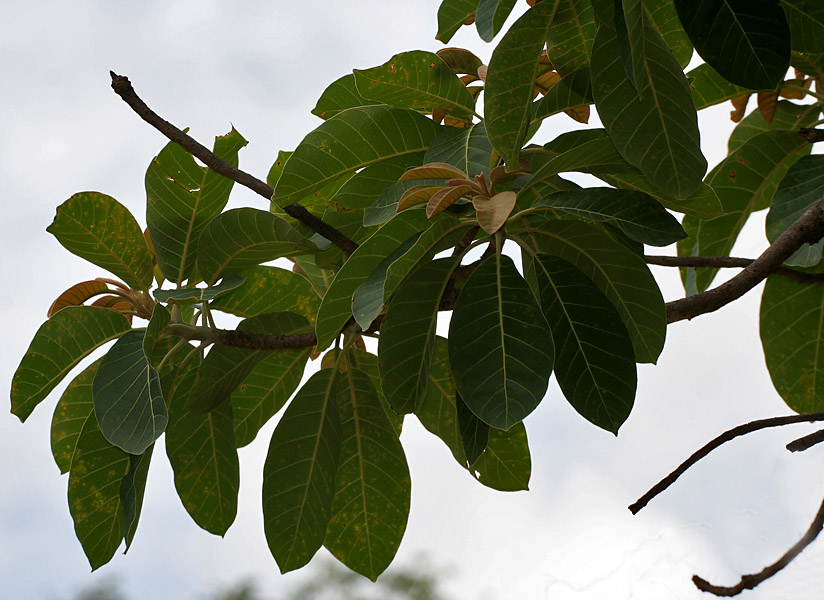
Fruit amb fulles a Narsapur, districte de Medak, Índia
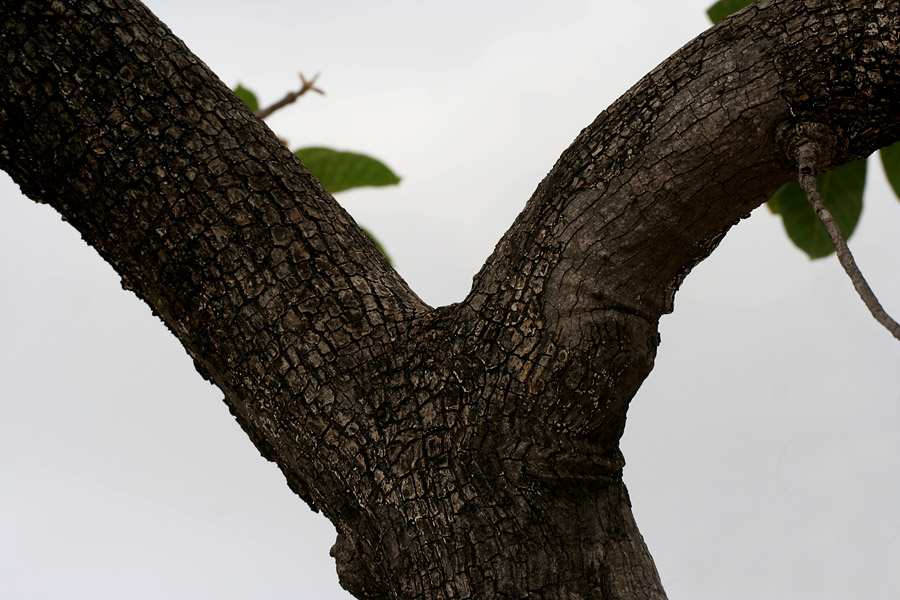
Tronc a Narsapur, districte de Medak, Índia
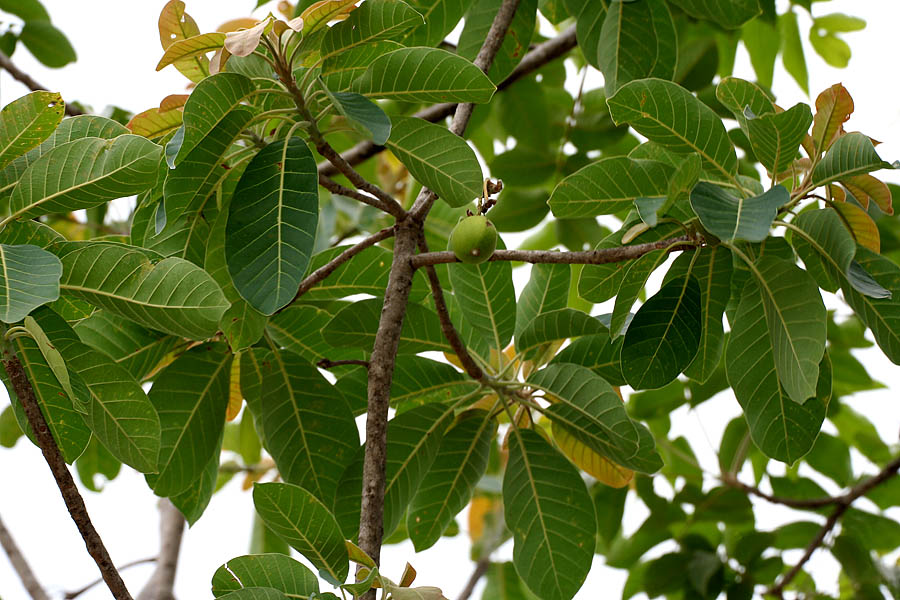
Arbre a Narsapur, districte de Medak, Índia
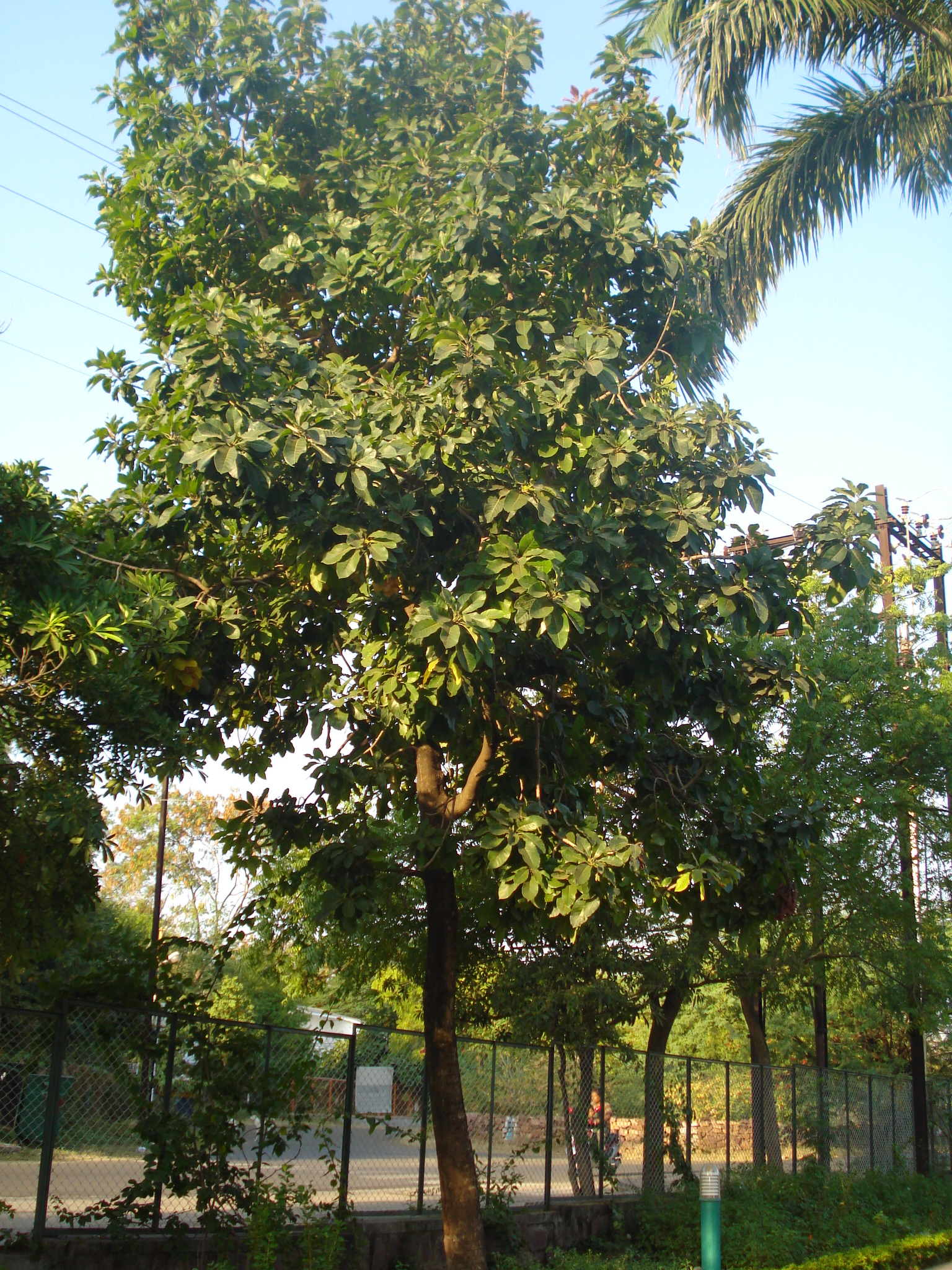
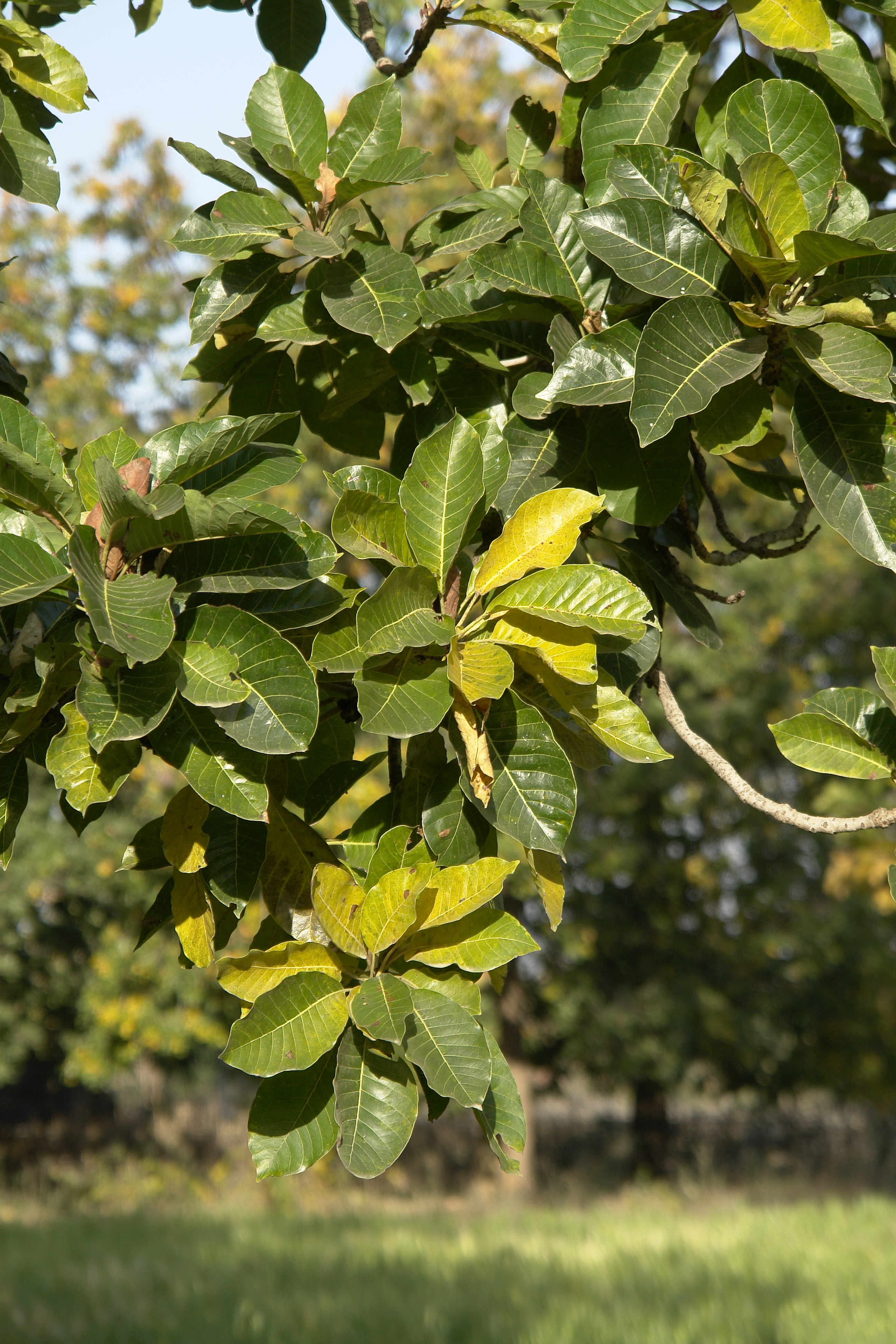
Surt al districte d'Umaria, Madhya Pradesh
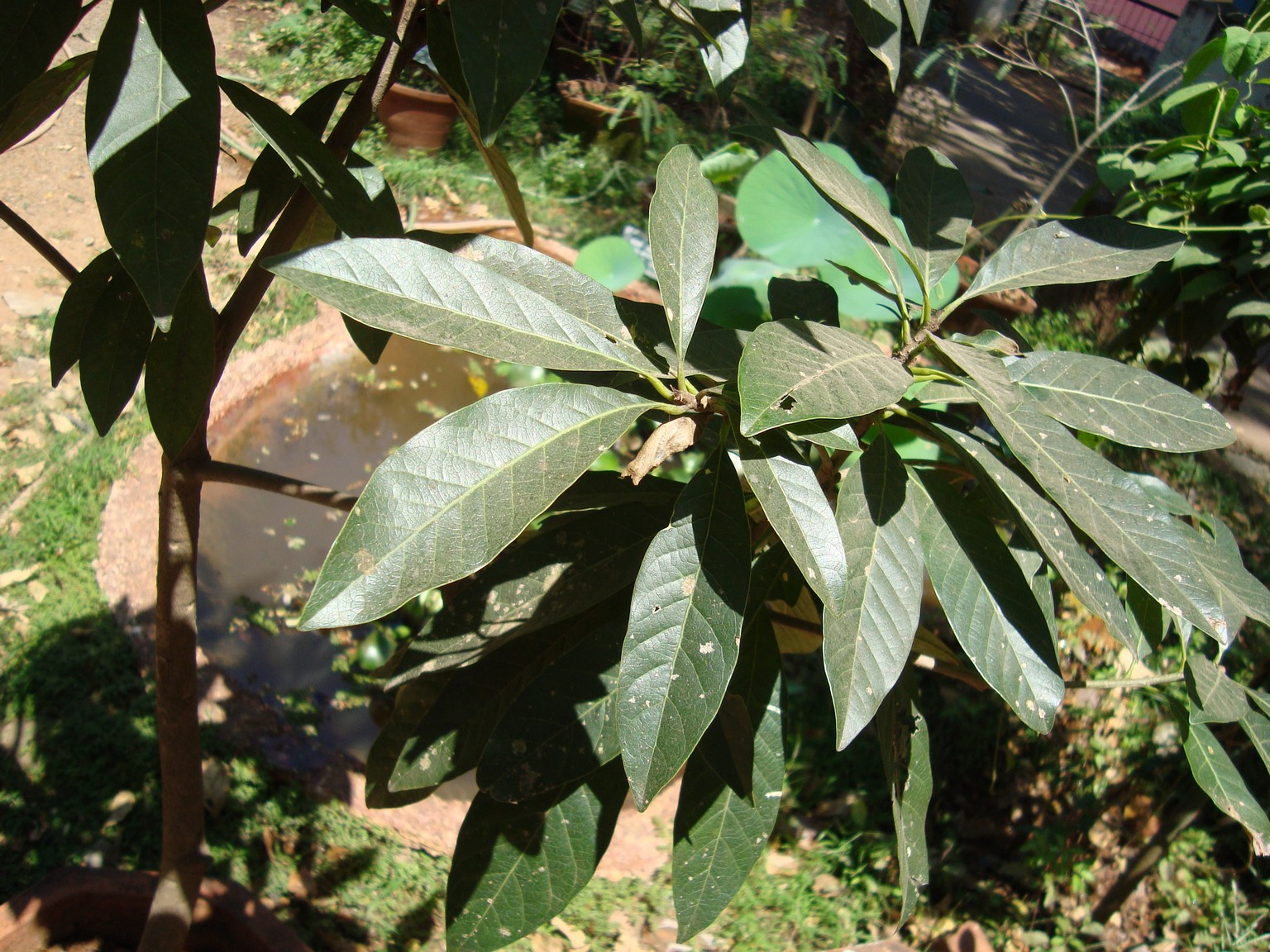
Arbre de mahura a Thrissur, Kerala, Índia
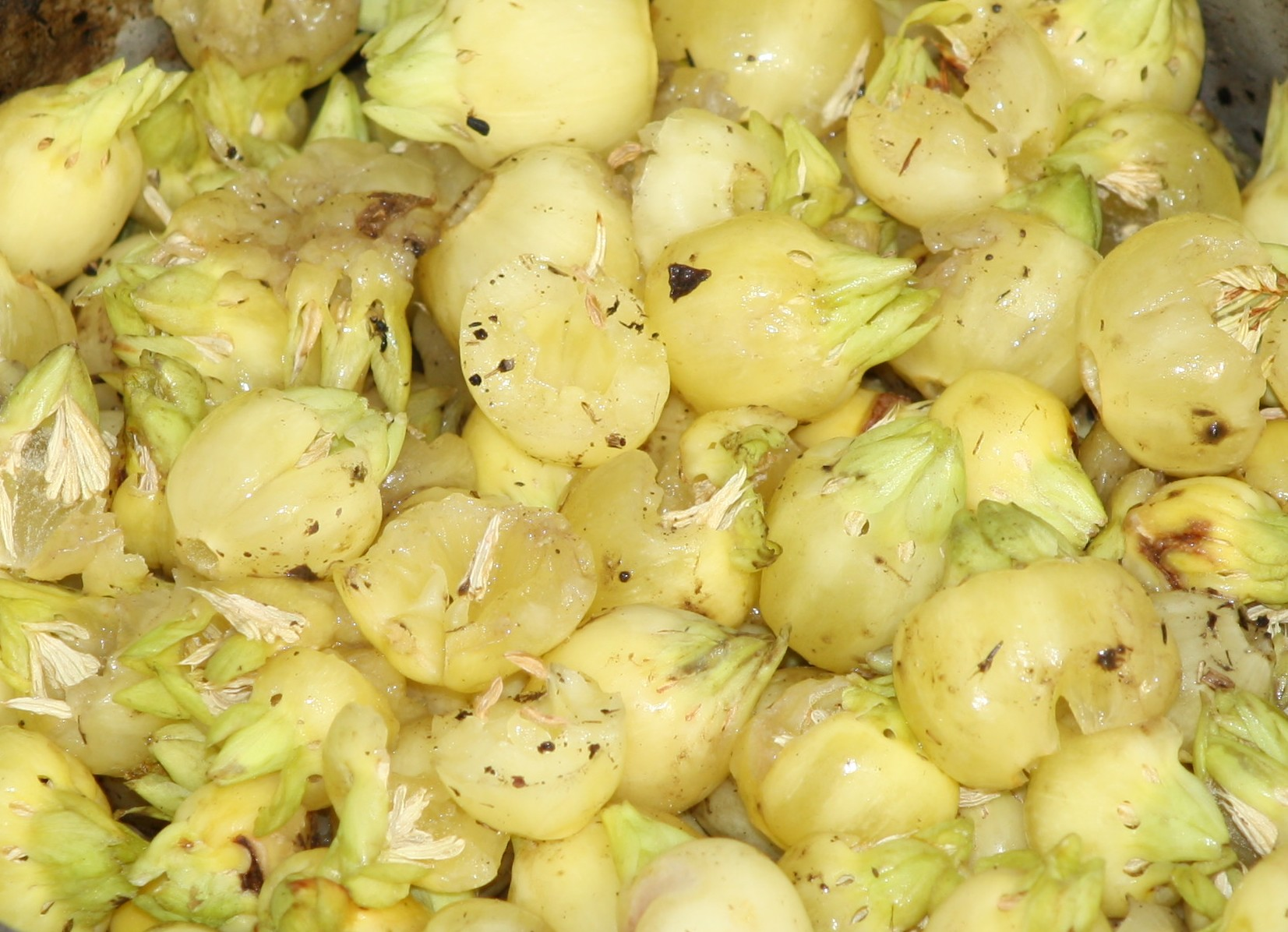
Flors de Melghat Tiger Reserve, Maharashtra

## Literatura
El vi elaborat a partir de flors de Madhūka (Madhuca longifolia) s'esmenta en diverses obres de literatura hindú, jainista i budista,  i a l'Ayurveda Samhitas que l'enumera entre diversos tipus de vi.